# Rolo i el secret del pèsol
Rolo i el secret del pèsol (títol original: Princess and the Pea) és una pel·lícula estatunidenca, dirigida per Mark Swan el 2002, i protagonitzada per Amanda Waring, Jonathan Firth i Nigel Lambert. Ha estat doblada al català.
Pel·lícula d'animació basada en un dels contes més populars d'Hans Christian Andersen "La princesa i el pèsol", escrit el 1835. Portat en infinitat d'ocasions al teatre, la televisió i el cinema, la història dirigida pel debutant Mark Swan explica com és possible aconseguir la reialesa gràcies a uns actes i ideals nobles malgrat la classe social amb la qual es neixi i que el veritable poder resideix en un cor pur.

## Argument
Una antiga profecia està a punt de complir-se: si no es descobreix el secret del pèsol, el regne de Cor acabarà amb el divuitè rei. El primogènit del rei, Laird, acaba de perdre el seu dret a la successió en mans del seu germà petit Heath i trama una venjança: canvia a la seva filla nounada per la de Heath, i així la veritable successora es cria com una plebea sense que ningú ho sàpiga. Mentre, la seva filla Hildegard és educada com la futura reina. El temps passa i un bon dia el príncep Rolo del regne d'Arveya, arriba buscant una princesa noble i de bon cor. Per a això podrà servir-se d'un pèsol màgic que té la facultat de revelar els secrets més profunds de les persones. En Hildegard troba a una noia egoista i s'acaba enamorant de Daria, una humil camperola de cor pur. Però ell ha de casar-se amb una dona de sang real perquè és el més important, o no?.

## Repartiment (veus)
- Amanda Waving: Princessa Daria
- Steven Webb: Princep Rollo
- Dan Finnerty: Princep Rollo cantant
- Nigel Lambert: Sebastian
- Lincoln Hoppe: Rei Heath
- Ronan Vibert: Laird